# Нассер – Марса-Брега (газопровід)
Нассер – Марса-Брега (газопровід) – трубопровідний коридор, що відігравав ключову роль у газотранспортній системі Лівії. В подальшому родовище Нассер перейменували на Зелтен, тому трубопровід може згадуватись як Зелтен – Марса-Брега. 
В 1970 році на узбережжі Середземного моря почав роботу завод зі зрідження природного газу в Марса-Брезі, ресурс для якого подали за допомогою газопроводу від нафтового родовища Нассер довжиною 172 км та діаметром 900 мм. 
В подальшому ближче до узбережжя почалась розробка ряду газових родовищ, що призвело до появи у північній частині маршруту ще двох ниток:
- між відміткою 81,5 км (від Марса-Бреги) та Марса Брегою діаметром 750 мм. Сюди вивели перемичку діаметром 900 мм від розташованого за 15 кілометрів на захід від траси родовища Хатейба, яке ввели в експлуатацію у 1977 році, а наприкінці 1980-х до тієї ж відмітки під’єднали газопровід від родовищ Ассумуд та Сахл;
- між відміткою 91,5 км (від Марса-Бреги) та Марса Брегою діаметром 900 мм. Сюди вивели перемичку довжиною 25 км та діаметром 750 мм від введеного у розробку в 2005-му родовища Аттахаді.
Крім того, через систему могли транспортувати ресурс, що надходить:
- по газопроводу Ваха – Нассер;
- поперемичці від газового родовища Мегіл (Meghil), що під’єднана на 163-му кілометрі;
- по перемичці довжиною 22 км та діаметром 300 мм від газового родовища Соора, яке знаходиться дещо північніше Мегіл;
- по газопроводу Рагуба – Нассер-Марса-Брега, який під’єднаний на 110-му кілометрів.
В Марса-Брезі окрім заводу зі зрідження ресурс споживали завод метанолу (з 1977-го) та завод азотної хімії (з 1978-го). Тут же беруть початок потужні газопроводи Марса-Брега – Хомс – Триполі (1989) та Марса-Брега – Бенгазі (з кінця 1990-х).